# Lasioglossum mandibulare
Lasioglossum mandibulare là một loài Hymenoptera trong họ Halictidae. Loài này được Morawitz mô tả khoa học năm 1866.